# DB AutoZug GmbH
 Denne artikel omhandler det selskab, som kører biltogene i Tyskland. For beskrivelse af selve biltogene, se Biltog.
DB AutoZug GmbH med hovedsæde i Dortmund var et tysk selskab, som stod for driften af Deutsche Bahns nattog og biltog. Driften af nattogene i Tyskland varetoges af søsterselskabet City Night Line AG med hovedsæde i Zürich i Schweiz.
Selskabet stod for driften af biltogene siden starten af 1997. Biltogene kørte både i selve Tyskland og i Frankrig, Italien og Østrig. I 2008 påbegyndtes planlægningen af en ny terminal i Ringsted. Disse planer blev dog hurtigt droppet, da projektet ville blive for dyrt.
DB AutoZug GmbH blev opløst 30. september 2013, hvorefter det indgik i DB Fernverkehr AG auf. DB Fernverkehr AG fortsatte driften af biltog og City Night Line-nattog indtil december 2016.

## Terminaler
Bilerne af- og pålæssedes på terminalerne. Vognene, som bilerne blev læsset på, kobledes til persontogene. De nedenstående terminaler var i drift i 2010:

### I Tyskland
- Berlin-Wannsee (Berlin)
- Düsseldorf (Nordrhein-Westfalen)
- Hamburg-Altona (Hamburg)
- Hildesheim (Niedersachsen)
- Lörrach (Baden-Württemberg)
- München-Ost (Bayern)
- Neu-Isenburg (Hessen)
- Nibøl (Slesvig-Holsten)
- Vesterland på Sild (Slesvig-Holsten)

### Udenfor Tyskland
- Frankrig: Narbonne, Avignon
- Italien: Alessandria, Bolzano, Trieste, Verona
- Østrig: Innsbruck, Salzburg, Villach, Wien